# Championnat de France amateurs de football 1946-1947
Navigation
CFA 1945-1946 CFA 1947-1948
Le championnat de France amateurs de football 1946-1947 est la 9e édition du championnat de France amateurs, organisé par la Fédération française de football.
La compétition est remportée par le FC Gueugnon.

## Participants
Les 15 participants sont les vainqueurs des championnats régionaux (Division d'Honneur) :
- Champion d'Alsace : FC Mulhouse
- Champion d'Auvergne : EDS Montluçon
- Champion de Bourgogne : FC Gueugnon
- Champion du Centre : AS Orléans
- Champion du Centre-Ouest : Chamois niortais FC
- Champion de Lorraine : SO Merlebach
- Champion du Lyonnais : FC Annecy
- Champion du Midi : US Cazères
- Champion du Nord : Stade béthunois FC
- Champion du Nord-Est : Stade de Reims
- Champion de Normandie : SM Caen
- Champion de l'Ouest : SO Cholet
- Champion de Paris : US Le Vésinet
- Champion du Sud-Est : ES La Ciotat
- Champion du Sud-Ouest : Stade montois

## Phase de groupes
Les vainqueurs régionaux sont répartis en deux groupes. Les vainqueurs des deux groupes s'affrontent ensuite en finale pour désigner le champion de France amateurs.

### Groupe A
| Rang | Équipe              | Pts | J | G | N | P | Bp | Bc | GA    |
| ---- | ------------------- | --- | - | - | - | - | -- | -- | ----- |
| 1    | AS Orléans          | 8   | 6 | 3 | 2 | 1 | 14 | 5  | 2,8   |
| 2    | Chamois niortais FC | 8   | 6 | 4 | 0 | 2 | 15 | 10 | 1,5   |
| 3    | US Cazères          | 8   | 6 | 3 | 2 | 1 | 13 | 11 | 1,182 |
| 4    | Stade montois       | 6   | 6 | 3 | 0 | 3 | 18 | 11 | 1,636 |
| 5    | Stade béthunois FC  | 6   | 6 | 2 | 2 | 2 | 6  | 9  | 0,667 |
| 6    | SM Caen             | 5   | 6 | 2 | 1 | 3 | 11 | 16 | 0,688 |
| 7    | SO Cholet           | 1   | 6 | 0 | 1 | 5 | 5  | 20 | 0,25  |

## Finale
Le FC Gueugnon remporte le championnat de France amateurs.
| 15 juin 1947 | FC Gueugnon                  | 2 – 1   | AS Orléans       | Tours                                   |                                         |
|              | Badet 15e · Vandenabeele 30e | (2 – 1) | 37e (csc) Masson | Spectateurs : 6 900 Arbitrage : M. Boes | Spectateurs : 6 900 Arbitrage : M. Boes |